# Thomas of Dundee
Thomas of Dundee (auch de Dono Dei) († vor 17. April 1325) war ein schottischer Geistlicher. Ab 1296 war er Bischof von Ross.

## Aufstieg zum Bischof von Ross
Thomas of Dundee hatte an der Universität von Bologna studiert und wurde als Master betitelt. Er war mit Ralph of Dundee, einem wichtigen Beamten von König Alexander II. verwandt. Als Geistlicher wurde Thomas zunächst Subdekan der Kathedrale von Glasgow und später Dekan der Kathedrale von Brechin. 1296 hielt er sich als Kaplan von Kardinal Hugues an der päpstlichen Kurie auf. In der nordschottischen Diözese Ross kam es 1295 nach dem Tod von Bischof Robert de Fyvin zu einer Doppelwahl. Während ein Teil der Kanoniker Adam, den Präzentor der Kathedrale von Fortrose zum neuen Bischof wählten, wählte ein anderer Teil auf Betreiben des Staatsrats, dem auch Bischof Robert Wishart von Glasgow angehörte, Thomas of Dundee. Die Unterstützung von Wishart verdankte Dundee wohl dessen Kanzler William Lamberton, der aus der Region um Glasgow stammte und daher mit Dundee bekannt war. Adam reiste zur Bestätigung seiner Wahl zur Kurie, doch der der schottischen Regierung wohlgesonnene Papst Bonifatius VIII. bestätigte die Wahl von Dundee. Vor dem 27. Januar 1296 wurde Dundee vermutlich in Rom zum Bischof geweiht. Anfang 1296 wurde Schottland nach einem verlorenen Krieg gegen den englischen König Eduard I. von englischen Truppen besetzt. Der englische König wies deshalb am 31. Juli 1297 seinen Statthalter Earl Warenne an, von Dundee den Treueeid entgegenzunehmen und ihm dann die Temporalien der Diözese zu übergeben.

## Rolle im Schottischen Unabhängigkeitskrieg
Während des Schottischen Unabhängigkeitskriegs gegen England unterstützte Dundee bereits 1307 den Thronanspruch von Robert Bruce. Nachdem Bruce den bislang auf englischer Seite stehenden Earl of Ross unterworfen hatte, bürgte Dundee für die zukünftige Loyalität des Earls. Wahrscheinlich gehörte er zu den Prälaten, die 1309 am ersten Parlament von Bruce in St Andrews teilnahmen. 1312 besiegelte er mit das Abkommen von Inverness, das das schottische Verhältnis zu Norwegen neu regelte. Er starb als alter Mann vor dem 17. April 1325, vermutlich Anfang 1325.